# 山宮橋

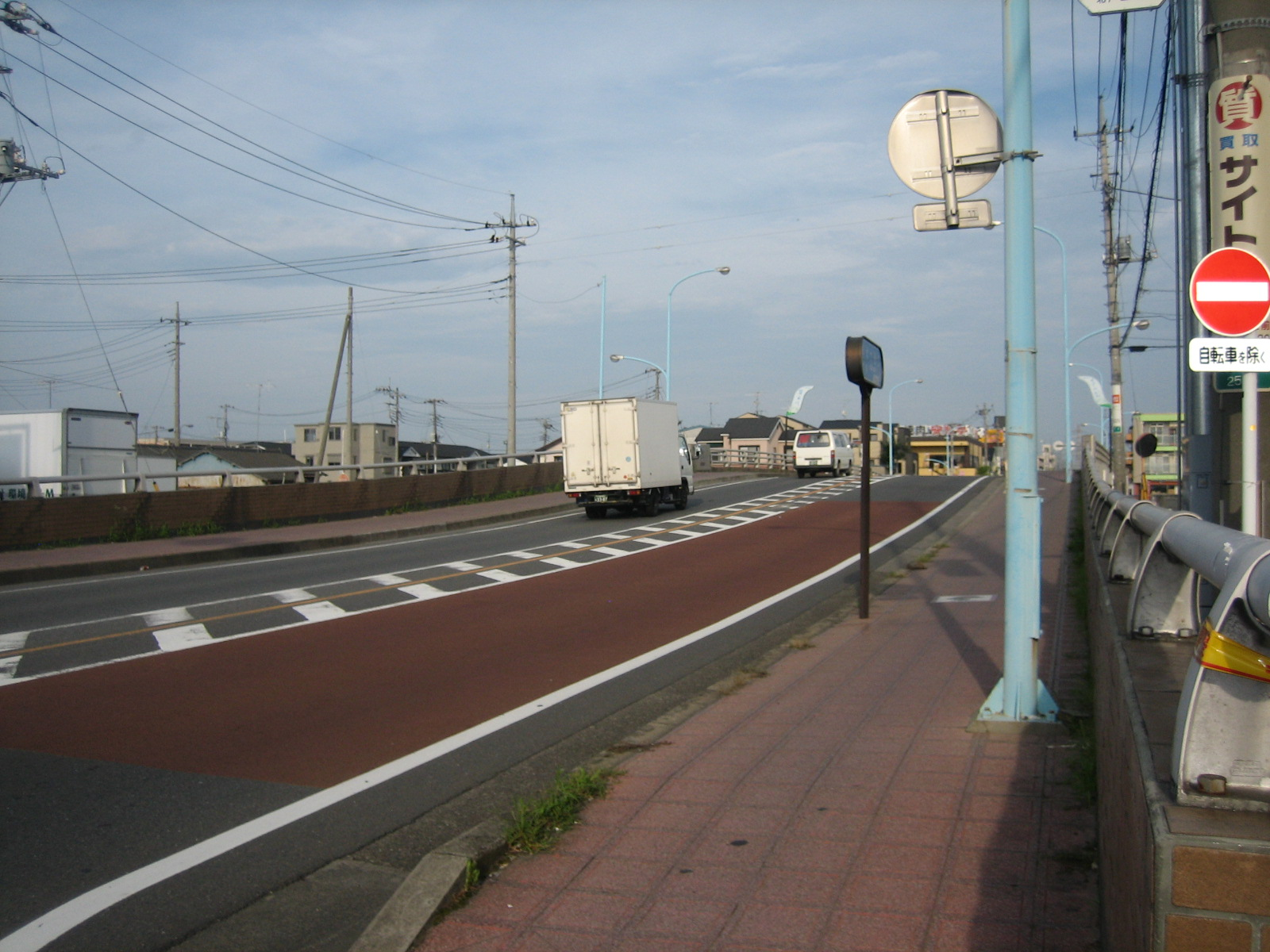
橋の入口（2007年8月4日撮影）

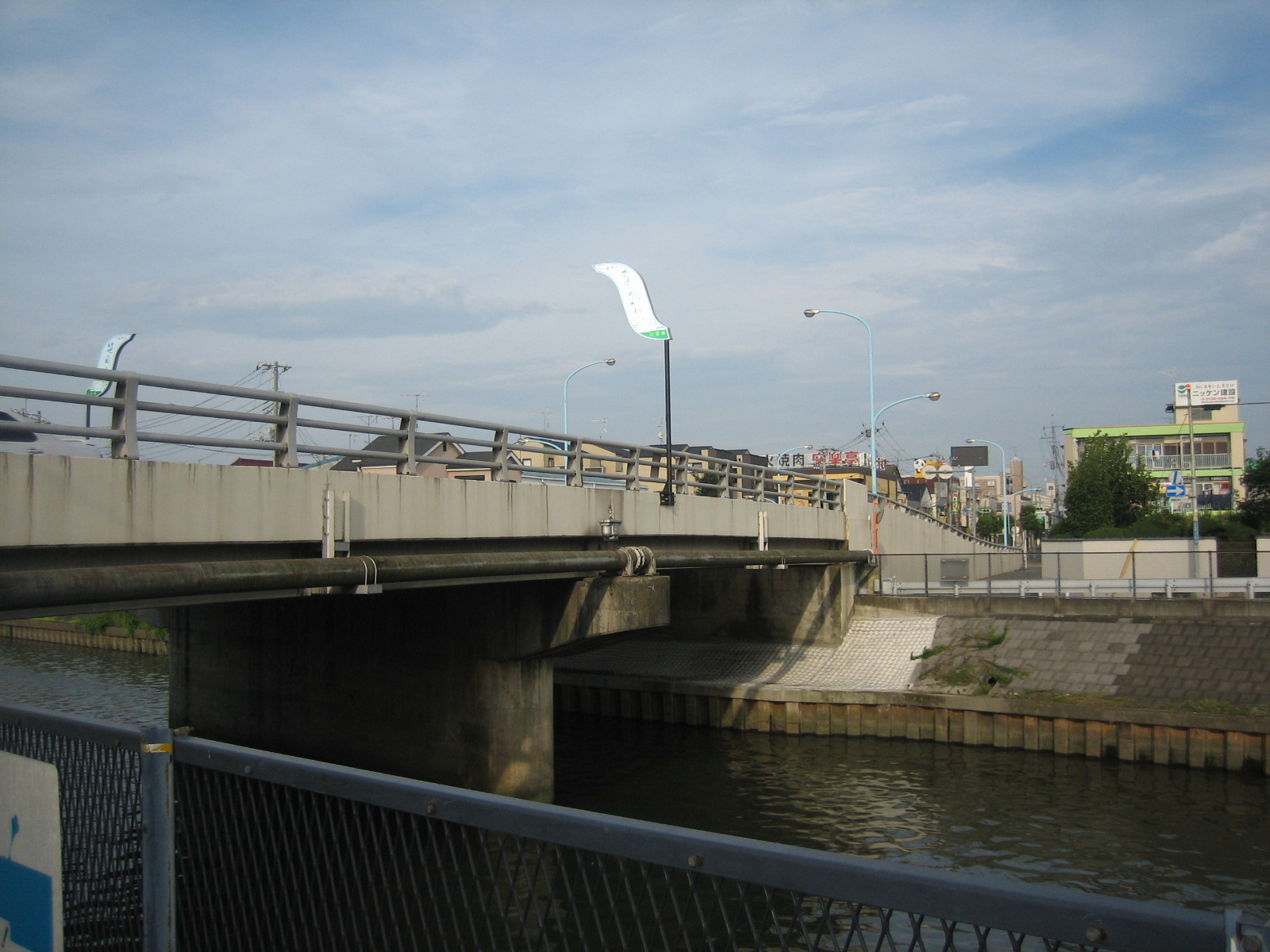
橋の全景（2007年8月4日撮影）

山宮橋（やまみやはし）は、埼玉県戸田市笹目・笹目川にかかる橋で、北大通りを通している。
笹目川にかかる橋の中では大きな橋で大通りを通しているため、周りは住宅街であるが交通量は激しい。

## 概要
- 笹目川にかかる橋で、北（さいたま市方面）から17番目（北戸田駅にかかる埼京線と新幹線の橋も含めれば18番目）・南（東京都方面）から7番目の橋として位置している。
- 名前の由来は定かではないが、おそらくはこの橋のかかる地区の西方に「山宮」という地名があったとされており、「山宮」方面から繋いでいる橋という意味で名づけられたのではないかとされている。
- この橋以外で笹目川にかかる大きな橋としては「中央橋」・「谷口橋」・「根木橋」・「富士見大橋」などがある。（ともに付近に交差点を持つ。根木橋は国際興業バスの「根木橋」バス停も持つ）

## データ
竣工
1974年（昭和49年）3月
橋長
32.92m
幅員
16.04m
車道部
10.51m
歩道部
5.03m
路肩部
0.50m
形状
斜橋

## 橋の周辺
前述の通り主に住宅街が広がる。
- 国際興業バス　「山宮橋」バス停

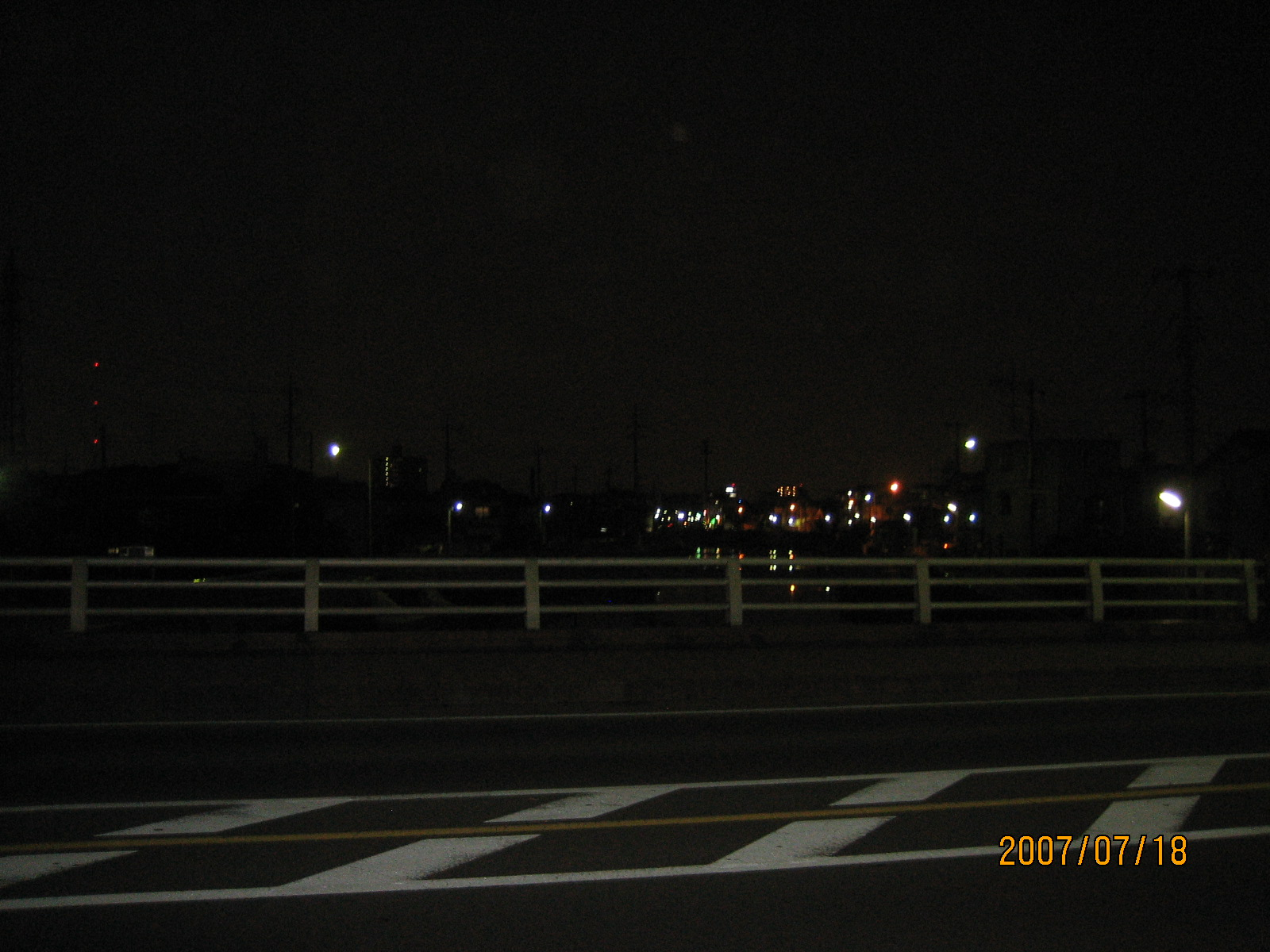
山宮橋反対路線から東京方面への夜景を望む（2007年7月18日午後8時頃撮影）

  - 近隣住民の多くが利用する。北戸田駅・戸田駅・戸田市役所・西川口駅を結んでおり非常に便利である。
- 安楽亭北大通り店
- 丸源ラーメン戸田店
- ケンタッキーフライドチキン戸田店（閉店）
- JOMO→水素ステーション
- 笹目一丁目交差点
- 新曽北町交差点

## 隣の橋
- 笹目川

小堤橋 - 境橋 - 山宮橋 - 山宮下橋 - 根木橋